# Lijst van voetbalinterlands Singapore - Sri Lanka
Deze lijst van voetbalinterlands is een overzicht van alle officiële voetbalwedstrijden tussen de nationale teams van Singapore en Sri Lanka. De landen speelden tot op heden vijf keer tegen elkaar. De eerste ontmoeting, een vriendschappelijke wedstrijd, werd gespeeld in Singapore op 22 juni 1972. Het laatste duel, eveneens een vriendschappelijke wedstrijd, vond plaats op 30 oktober 2000 in Singapore.

## Wedstrijden
| № | Plaats       | Datum           | Competitie                 | Wedstrijd             | Uitslag |
| - | ------------ | --------------- | -------------------------- | --------------------- | ------- |
| 1 | Singapore    | 22 juni 1972    | Vriendschappelijk          | Singapore – Sri Lanka | 3 – 1   |
| 2 | Kuala Lumpur | 9 augustus 1972 | Vriendschappelijk          | Sri Lanka − Singapore | 1 − 6   |
| 3 | Bangkok      | 11 januari 1979 | Azië Cup 1980 kwalificatie | Sri Lanka − Singapore | 4 − 0   |
| 4 | Singapore    | 28 oktober 2000 | Vriendschappelijk          | Singapore − Sri Lanka | 4 − 0   |
| 5 | Singapore    | 30 oktober 2000 | Vriendschappelijk          | Singapore − Sri Lanka | 2 − 0   |

## Samenvatting
| Competitie            | Totaal gespeeld | Winst Singapore | Gelijk | Winst Sri Lanka | Doelsaldo Singapore – Sri Lanka |
| --------------------- | --------------- | --------------- | ------ | --------------- | ------------------------------- |
| Azië Cup-kwalificatie | 1               | 0               | 0      | 1               | 0 − 4                           |
| Vriendschappelijk     | 4               | 4               | 0      | 0               | 15 − 2                          |
| Totaal                | 5               | 4               | 0      | 1               | 15 − 6                          |

FAS · 
Lijst van A-internationals · 
Singaporees vrouwenelftal
1960 – 1969 ·
1970 – 1979 ·
1980 – 1989 ·
1990 – 1999 ·
2000 – 2009 ·
2010 – 2019
Afghanistan ·
Argentinië ·
Australië · 
Azerbeidzjan · 
Bahrein · 
Bangladesh · 
Brunei · 
Cambodja · 
Canada · 
China · 
Denemarken · 
Fiji ·
Filipijnen · 
Finland · 
Ghana · 
Guam ·
Hongkong · 
India · 
Indonesië · 
Irak · 
Iran · 
Israël · 
Japan · 
Jemen ·
Jordanië · 
Kazachstan · 
Kirgizië · 
Koeweit · 
Laos · 
Libanon · 
Macau · 
Malediven · 
Maleisië · 
Mauritius ·
Mongolië · 
Myanmar · 
Nepal · 
Nieuw-Zeeland · 
Noord-Korea · 
Noorwegen · 
Oezbekistan · 
Oman · 
Oost-Timor · 
Pakistan · 
Palestina · 
Papoea-Nieuw-Guinea ·
Polen · 
Qatar ·
Salomonseilanden · 
Saoedi-Arabië · 
Sri Lanka · 
Syrië · 
Tadzjikistan · 
Taiwan · 
Thailand · 
Turkmenistan · 
Uruguay · 
Verenigde Arabische Emiraten · 
Vietnam · 
Zuid-Korea · 
Zuid-Vietnam · 
Zweden
FSL ·
A-internationals ·
Sri Lankaans vrouwenelftal
Afghanistan ·
Bahrein ·
Bangladesh ·
Bhutan ·
Brunei ·
Cambodja ·
China ·
DDR ·
Filipijnen ·
Guam ·
Hongkong ·
India ·
Indonesië ·
Irak ·
Iran ·
Japan ·
Jemen ·
Jordanië ·
Kirgizië ·
Laos ·
Libanon ·
Macau ·
Malediven ·
Maleisië ·
Mongolië ·
Myanmar ·
Nepal ·
Noord-Korea ·
Oezbekistan ·
Oman ·
Pakistan ·
Palestina ·
Papoea-Nieuw-Guinea ·
Qatar ·
Saoedi-Arabië ·
Seychellen ·
Singapore ·
Soedan ·
Syrië ·
Tadzjikistan ·
Taiwan ·
Thailand ·
Turkmenistan ·
Verenigde Arabische Emiraten ·
Vietnam ·
Zuid-Korea